# Bogusławice (wieś w województwie łódzkim)
Bogusławice – wieś w Polsce położona w województwie łódzkim, w powiecie piotrkowskim, w gminie Wolbórz. Do 1953 roku istniała gmina Bogusławice. W latach 1975–1998 miejscowość administracyjnie należała do województwa piotrkowskiego. We wsi znajduje się Stado Ogierów w Bogusławicach. 

## Zabytki
Według rejestru zabytków NID na listę zabytków wpisany jest obiekt:
- Park dworski z początku XIX wieku, nr rej.: 291 z 31.08.1983

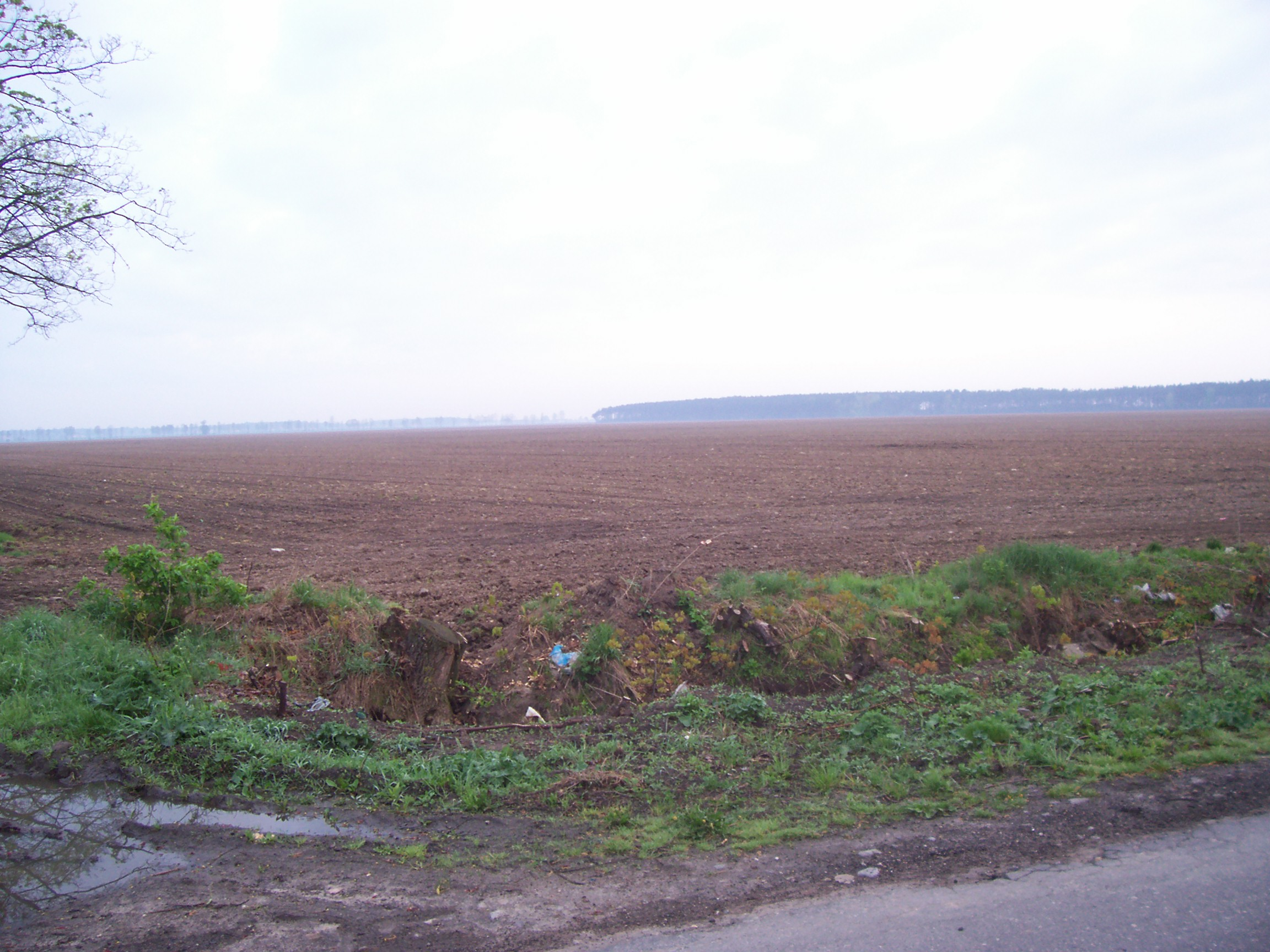
Pole, gdzie 11.09.1939 wylądował A. Hitler